# Oscytel
Oscytel ou Oskytel est un ecclésiastique anglo-saxon mort le 31 octobre 971.

## Biographie
Oscytel est issu d'une puissante famille anglo-danoise de l'est de l'Angleterre ; il possède des terres à Beeby, dans le Leicestershire. Il est élu évêque de Dorchester à une date inconnue avant 951, puis archevêque d'York en 958, tout en conservant le siège de Dorchester. Pour les rois de la maison de Wessex, dont l'autorité sur cette partie de l'Angleterre est encore réduite, il est particulièrement intéressant de se concilier ainsi la famille d'Oscytel.
Oscytel entretient de bonnes relations avec le roi Edgar et apporte son soutien à son parent Oswald dans la refondation de l'abbaye de Ramsey. Il meurt le 31 octobre 971 à Thame et l'abbé Thurcytel, un autre de ses parents, le fait inhumer à Bedford.